# Sinthaweechai Hathairattanakool

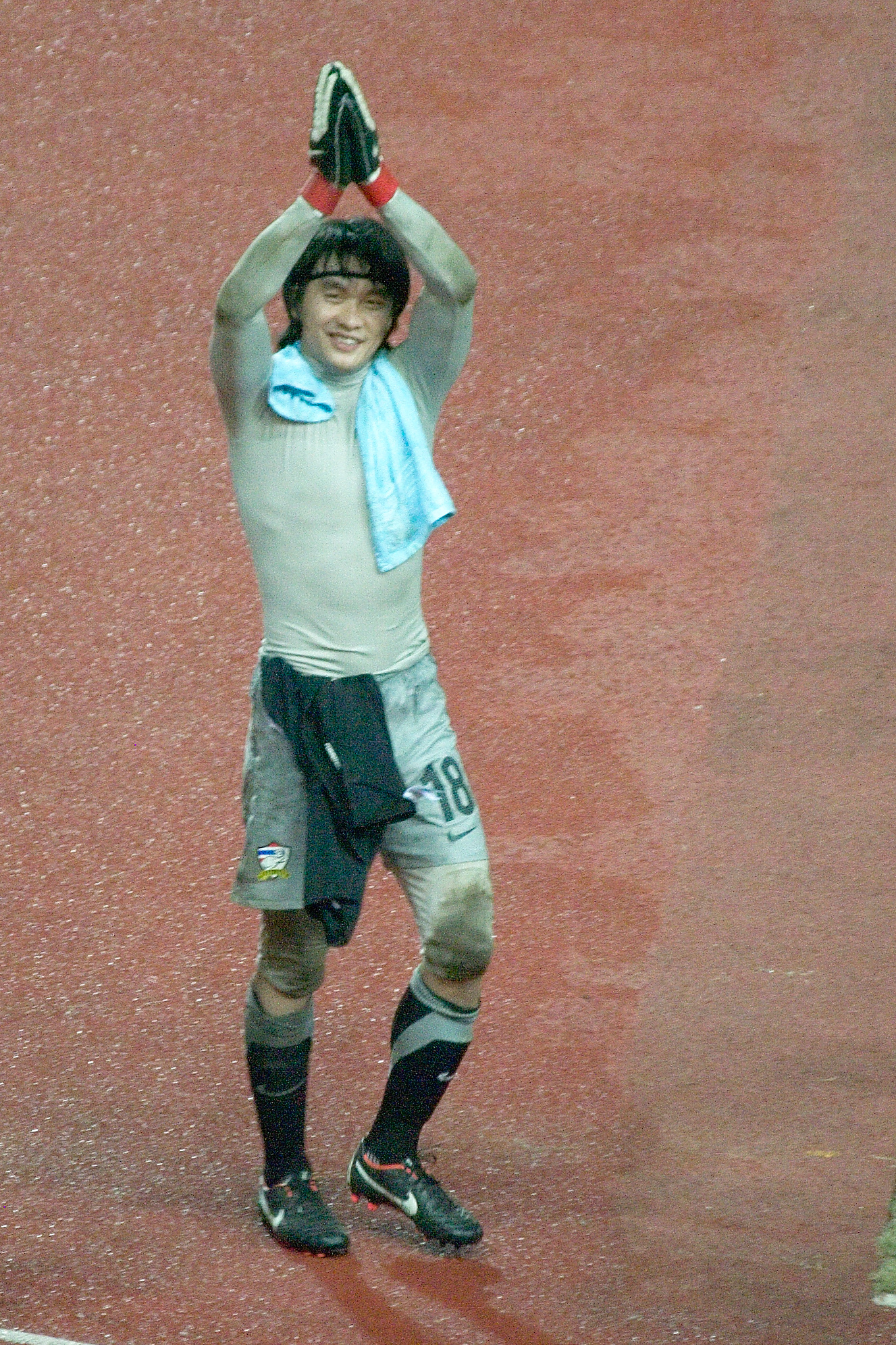
Sinthaweechai Hathairattanakool luego de enfrentar a en la clasificación para el Mundial de Brasil 2014.

Sinthaweechai Hathairattanakool (en tailandés: สินทวีชัย หทัยรัตนกุล; rtgs: Sinthawichai Hathairattanakun, provincia de Sakon Nakhon, Tailandia; 23 de marzo de 1982) es un futbolista de Tailandia que juega en la posición de guardameta que actualmente milita en el Police Tero FC de la Liga de Tailandia.

## Carrera

### Club
| Periodo   | Club                      | Apariciones | Goles |
| --------- | ------------------------- | ----------- | ----- |
| 2002–2004 | Tobacco Monopoly          | 61          | 1     |
| 2005      | Osotspa FC                | 29          | 0     |
| 2006      | Persib Bandung            | 33          | 0     |
| 2007–2015 | Chonburi FC               | 315         | 0     |
| 2009      | → Persib Bandung (cedido) | 11          | 0     |
| 2016–2019 | Suphanburi FC             | 112         | 0     |
| 2019–2021 | Chonburi FC               | 35          | 0     |
| 2021      | Muangkan United           | 9           | 0     |
| 2022–     | Police Tero FC            | 25          | 0     |

### Selección nacional
Jugó para Tailandia en 79 ocasiones de 2003 a 2018, participó en dos ediciones de la Copa Asiática, en los Juegos Asiáticos de 2006 y ganó dos medallas de oro en los Juegos del Sudeste Asiático.

## Logros

### Club
- Thai Premier League (1): 2007
- Copa Kor Royal (3): 2008, 2011, 2012

### Selección nacional
- Sea Games  (1): 2003, 2005
- ASEAN Football Championship (1): 2016
- VFF Cup : 2008
- King's Cup (1): 2017

### Individual
- Portero del Año de la Liga de Tailandia (1): 2008
- Jugador del Mes de la Liga de Tailandia (1): julio de 2014
- Jugador del Año de la Liga de Tailandia (1): 2011